# Emanuel Felisberto, Príncipe de Carignano
Emanuel Felisberto de Saboia Moûtiers, 20 de agosto de 1628 – 21 de abril de 1709) foi um nobre membro da Casa de Saboia e Príncipe de Carignano de 1656 a 1709. Era filho de Tomás, Príncipe de Carignano e Maria de Bourbon.

## Biografia
Emanuel Felisberto nasceu surdo, em Moûtiers, a atual França. O fato dele ter nascido surdo preocupava imensamente sua família. No entanto, ele acabou aprendendo a se comunicar com os outros lendo os lábios e falando algumas palavras, embora com grande dificuldade.
Quando jovem, foi enviado ao padre espanhol Don Manuel Ramirez, um famoso professor de surdos na Espanha. Sob sua orientação, Emanuel Felisberto aprendeu a ler e a escrever, mostrando grande aptidão.
Aos vinte 20 anos, Emanuel Felisberto seguiu seu pai na última de suas campanhas na Lombardia, adquirindo grande prestígio, e dois anos depois foi nomeado coronel de cavalaria a serviço de seu primo distante Luís XIV de França.
Em novembro de 1701, ele representou o rei Filipe V de Espanha no casamento por procuração entre Filipe V e sua prima Maria Luísa de Saboia. Ele também representou Luís, Duque da Borgonha no casamento por procuração da irmã de Maria Luía, a princesa Maria Adelaide de Saboia, mãe de Luís XV de França.
Emanuel Felisberto morreu em Turim em 21 de abril de 1709. Em 1836, seus restos mortais foram levados para a Igreja de San Michele della Chiusa.

## Casamento e descendência
Emanuel Felisberto casou-se com a princesa Maria Ângela Catarina d'Este, filho do general Borso d'Este, um membro da casa ducal de Módena, e Hipólita d'Este, sobrinha de Borso, de quem teve os seguintes filhos:
- Princesa Maria Isabel de Saboia (1687 – 1767)
- Princesa Maria Vitória de Saboia (1688 – 1763)
- Príncipe Vítor Amadeu de Saboia (1690 – 1741)
- Príncipe Tomás Filipe Caetano de Saboia (1696 – 1715)